# Babak Ghorbani
Babak Hossein Ghorbani Goldasteh (in persiano بابک قربانی گلدسته‎; Kermanshah, 19 marzo 1989 – Kermanshah, 16 novembre 2014) è stato un lottatore iraniano, specializzato nella lotta greco-romana.

## Biografia
Dopo aver riportato diversi successi a livello giovanile, ha vinto la medaglia d'oro ai Giochi asiatici di Canton 2010 ed ai campionati asiatici di Nuova Delhi 2010.
Nel 2011, è risultato positivo ad un controllo antidoping a causa dell'uso di steroidi anabolizzanti. È stato quindi sospeso dalla partecipazione agli eventi FILA per due anni. La squalifica non gli ha permesso di prendere parte ai Giochi olimpici estivi di Londra 2012.
È stato indagato di omicidio nel 2012. Secondo l'accusa avrebbe sparato ad un uomo uccidendolo durante una rissa scoppiata nel corso di una battuta di caccia in una zona montuosa di Kermanshah. Il 16 novembre 2014, mentre era detenuto nella prigione di Dizelabad a Kermanshah, si è suicidato ingerendo una capsula di fosfuro di alluminio usata per la fumigazione.
Le sue spoglie sono tumulate presso il Cimitero Bagh Ferdos di Kermanshah.

## Palmarès
| Anno | Manifestazione  | Sede        | Evento | Risultato | Note |
| ---- | --------------- | ----------- | ------ | --------- | ---- |
| 2008 | Asiatici junior | Doha        | 84 kg  | Oro       |      |
| 2008 | Mondiali junior | Istanbul    | 84 kg  | 14º       |      |
| 2009 | Asiatici junior | Manila      | 84 kg  | Oro       |      |
| 2009 | Mondiali junior | Ankara      | 84 kg  | Oro       |      |
| 2010 | Asiatici        | Nuova Delhi | 96 kg  | Oro       |      |
| 2010 | Giochi asiatici | Canton      | 96 kg  | Oro       |      |